# Giovanni Valentini (giornalista)
Giovanni Valentini (Bari, 6 febbraio 1948) è un giornalista e scrittore italiano. 
È stato direttore del settimanale L'Espresso dal 1984 al 1991 e vicedirettore della Repubblica dal 1994 al 1998.

## Biografia
Nato a Bari, figlio di Oronzo Valentini, è iscritto all'Ordine dei giornalisti del Lazio dal 30 giugno 1971. Comincia il suo percorso giornalistico alla Gazzetta del Mezzogiorno. Dopo aver lavorato presso la redazione romana del Giorno, partecipa alla fondazione della Repubblica, nell'autunno del 1975, e vi svolge la funzione di inviato speciale prima e di capo della redazione di Milano poi. Dal 1977 al 1979 è stato direttore del settimanale L'Europeo: aveva solo 29 anni e può essere ricordato come il più giovane direttore d'Italia.
In seguito ha diretto i quotidiani veneti il Mattino di Padova e la Tribuna di Treviso del Gruppo L'Espresso. È stato poi direttore del settimanale L'Espresso dal 1984 al 1991 e vicedirettore della Repubblica dal 1994 al 1998 su nomina di Eugenio Scalfari. È stato uno dei fondatori di repubblica.it, il sito web del quotidiano. Successivamente ha continuato a collaborare al quotidiano come editorialista: si è occupato di politica, informazione, ambiente e diritti civili. Dal 1999 ha tenuto per 15 anni la rubrica settimanale «Il Sabato del Villaggio», concernente gli ambiti dei mass media, della comunicazione, il rapporto tra potere e libertà d'informazione, la concorrenza e il pluralismo, per la quale ha ricevuto nel 2000 il Premio Saint-Vincent per il giornalismo.
A decorrere dal 3 novembre 2014 e fino al 2016 è stato portavoce dell'Autorità Garante della Concorrenza e del Mercato. In seguito alla nomina, Valentini ha diradato la frequenza di pubblicazione degli articoli. Il 30 novembre 2015 ha comunicato ai lettori la conclusione della collaborazione con La Repubblica.
Dal 2016, collabora a Il Fatto Quotidiano, dove riprende la rubrica settimanale «Il Sabato del Villaggio». Ha pubblicato un libro sulla fusione tra il Gruppo Espresso e La Stampa, proprietà della famiglia Elkann-Agnelli, vista a suo dire come pura operazione di potere.

## Premi e riconoscimenti
- Nel 2000 il Premio Saint-Vincent per il giornalismo (per la rubrica «Il Sabato del Villaggio» sulla Repubblica);
- Nel 2008 ha conquistato il premio alla carriera nell'ambito del concorso Giornalista di Puglia.

## Opere
- La via europea, Milano, SugarCo, 1979,  p. 188.
- Un certo Carlo Maria Martini. La rivoluzione del Cardinale, Milano, Sperling & Kupfer, 1984,  p. 115.
- Notizie sul potere, Roma, Armando Editore, 1990,  p. 192.
- Il mistero della Sapienza. Il caso Marta Russo, Milano, Baldini & Castoldi, 1999,  p. 182, ISBN 88-452-6331-2.
- Media Village. L'informazione nell'era di Internet, Roma, Donzelli, 2000,  p. 109, ISBN 88-7989-555-9.
- Intervista su Tangentopoli, Roma, Donzelli, 2000,  p. 199.
- La magia del golf, Milano, Sperling & Kupfer, 2007,  p. 145.
- La sindrome di Arcore, Milano, Longanesi, 2009,  p. 136, ISBN 978-88-304-2603-0.
- Brutti sporchi e cattivi. I meridionali sono italiani?, Milano, Longanesi, 2012,  p. 204, ISBN 978-88-304-2696-2.
- Giovanni Valentini e Niccolò Valentini, Voto di scontro. Un padre e un figlio su politica, antipolitica, sinistra, Beppe Grillo, Milano, Longanesi, 2013,  p. 126.
- La morale, la fede e la ragione. Dialogo con don Antonio Sciortino sulla nuova Chiesa di papa Francesco, Collana Saggi, Imprimatur, 2013, ISBN 978-88-6830-000-5.
- La scossa. Perché l'Italia non ha più scuse, Collana Le spade, Milano, Longanesi, 2015, ISBN 978-88-304-2727-3.
- Una notte a Lisbona. Romanzo, Milano, SEM, 2017, ISBN 978-88-939-0025-6.
- La scossa. Perché l'Italia non ha più scuse, Longanesi, 2015,  p. 212.
- La Repubblica tradita. Maxi-fusione, conflitti d'interesse e retroscena: ascesa e declino di un giornale che è diventato un gruppo di potere. Il racconto di uno dei fondatori, Roma, PaperFirst, 2016,  p. 134, ISBN 978-88-99784-08-9.
- La donna nella valigia. Romanzo, Milano, SEM, 2018, ISBN 978-88-939-0080-5.